# Raffaello Piccinelli
 (juillet 2025).
Raffaello Piccinelli ou Raffaello del Brescianino (né à Brescia, av. 1506 - mort à Florence, ap. 1545) est un peintre italien  du Cinquecento (XVIe siècle italien).

## Biographie
Raffaello Piccinelli né à Brescia se rendit à Sienne avec son père et son frère Andrea, tous deux peintres. Il a collaboré avec son frère Andrea et a réalisé avec lui le retable de la cathédrale Notre-Dame-de-l'Assomption de Sienne (La Vierge à l'Enfant avec des saints).
Il avait son atelier à Florence.

## Œuvres
- Vierge à l'Enfant entre saint François d'Assise et saint Antoine abbé (1522), Museo di arte sacra, Certaldo (attribuée par la fondation Federico Zeri à Andrea).
- Vierge à l'Enfant avec des saints, panneau de 70 cm × 51 cm, cathédrale Notre-Dame-de-l'Assomption de Sienne.
- Baptême du Christ (1524), cathédrale Notre-Dame-de-l'Assomption de Sienne.
- Sainte Famille avec saint Jean-Baptiste et sainte Catherine de Sienne (tondo), et portrait d'un jeune homme, Galerie des Offices, Florence.
- Vierge à l'Enfant avec saint Jean-Baptiste enfant et deux anges, Galerie nationale du Palazzo Spinola, Gênes.
- Madonna con Bambino e San Giovannino, musée Capodimonte de Naples[1].
- Sainte Marie-Madeleine, Collezione C.A. Loeser, Florence
- Madonna con Bambino in trono e santi, pinacothèque, Faenza
- Madonna con Bambino e un angelo, église luthérienne, Allentown
- Portrait d'homme, Gemäldegalerie — Musées d'État de Berlin.
- portrait d'un jeune homme, Cranbrook Academy of Art, Bloomfield Hills